# Driller Killer
Driller Killer – szwedzki zespół crust punk założony w 1993.

## Dyskografia
- Brutalize                                1994
- Total Fucking Hate                       1995
- L.I.F.E.                                 1995/1995
- Total Fucking Video                      1994/1995
- Fuck The World                           1997
- Reality Bites                            1998
- Driller Killer/Insinkt                   1998
- Solardisk (split) z Impaled Nazarene 1999
- Alkoholocaust Summer                     1999
- And the Winner Is                        2000